# Manfred Vieweg
Manfred Vieweg ist ein deutscher Fernsehredakteur und Moderator.

## Biografie
Manfred Vieweg wuchs als Sohn eines Schlossers im Lausitzer Braunkohlerevier auf. Zunächst wurde er Maschinist für Tagebauanlagen. Daneben spielte er in seiner Freizeit Theater. Bei einer Aufnahme des Senders Cottbus fiel er damit einem Redakteur auf und bekam in der Folge das Angebot, einen Journalistenlehrgang zu beginnen. In den kommenden Jahren ließ sich Vieweg zum Diplom-Journalisten ausbilden. Im November 1961 wurde er Assistent der Redaktion Wissenschaft im Fernsehzentrum Berlin-Adlershof des Deutschen Fernsehfunks. Die Redaktion produzierte seit einigen Monaten die Wissenschaftssendung Umschau. In seiner Arbeit  als Journalist und Redakteur bei der Wissenschaftsredaktion spezialisierte sich Manfred Vieweg vor allem auf Medizinthemen, wozu er durch seine erste Frau, einer Ärztin, angeregt wurde.
1973 wurde Vieweg Redakteur und stellvertretender Redaktionsleiter beim Deutschen Fernsehfunk. Er half dabei, die Sendereihe Umschau zeitgemäßer und innovativer zu gestalten. 1984 erhält das Kollektiv der Redaktion Umschau – Aus Wissenschaft und Technik des Fernsehens der DDR, zu dem neben Vieweg Otto Dienelt, Wolfgang Hupe, Irene Franz, Achim Lubnau, Heinz Göttlicher gehörten, den Heinrich-Greif-Preis für beispielgebende künstlerische Arbeit bei der Entwicklung massenwirksamer fernsehpublizistischer Sendungen.
In der Zeit der Wiedervereinigung war Vieweg daran beteiligt, die Umschau zu einem Wirtschaftsmagazin umzugestalten, um die Bürger der ehemaligen DDR mit der sozialen Marktwirtschaft vertraut zu machen. Nach der Auflösung des Deutschen Fernsehfunks gelang Vieweg der Wechsel zum MDR. Hier betreute er weiterhin die Umschau, die in weiterentwickelter Form in das MDR-Programm aufgenommen wurde. Einige Zeit stand er dabei auch als Moderator vor der Kamera. Daneben war er Redakteur und Moderator für Talkshows und betreute weitere Formate, wie die Sendung Ein Fall für Escher. Er blieb bis zur Rente beim MDR.